# Gran Trittico Lombardo
Il Gran Trittico Lombardo è stata una corsa in linea maschile di ciclismo su strada che si disputò in Lombardia, fra Legnano e Varese. La corsa venne ideata nel 2020 per racchiudere in un unico evento le tre manifestazioni del Trittico Lombardo (Coppa Agostoni, Coppa Bernocchi e Tre Valli Varesine), in quanto queste ultime, a causa della pandemia di COVID-19, erano state cancellate, vista l'impossibilità di recuperare le prove, per via del calendario saturo nella seconda parte della stagione 2020. 
Il percorso di tale "fusione" comprese i luoghi più significativi delle tre manifestazioni: partenza da Legnano (Coppa Bernocchi), transito da Lissone (Coppa Agostoni), arrivo a Varese (Tre Valli Varesine).

## Albo d'oro
Aggiornato all'edizione 2020.
| Anno | Vincitore      | Secondo       | Terzo             |
| ---- | -------------- | ------------- | ----------------- |
| 2020 | Gorka Izagirre | Alex Aranburu | Greg Van Avermaet |